# Takada Eiji
Eiji Takada (sinh ngày 21 tháng 10 năm 1974) là một cầu thủ bóng đá người Nhật Bản.

## Sự nghiệp câu lạc bộ
Eiji Takada đã từng chơi cho Kawasaki Frontale.